# 愛知兄弟社
有限会社愛知兄弟社（あいちきょうだいしゃ）は、愛知県日進市にある乳業メーカー。

## 概要
愛知牧場を経営しており、あいぼくミルクのブランドで牛乳の販売やソフトクリームなどを製造・販売している。敷地内や愛知県内のスーパー、東名高速道路東郷PAで購入できる。

## 沿革
- 1954年（昭和29年） - 愛知兄弟社設立[1]。
- 1987年（昭和62年） - 牛乳工場完成[1]。
- 1989年（平成元年） - 喫茶店を開業[1]。
- 1993年（平成5年） - 乗馬クラブ・パターゴルフ開業[1]。